# Штернбергия Клузиуса
Штернбергия Клузиуса, или Штернбергия крупноцветковая (лат. Sternbergia clusiana) — вид многолетних травянистых луковичных растений семейства Амариллисовые.
Зеленовато-жёлтые цветы этого растения прорастают в конце осени (октябрь-ноябрь в их естественной среде обитания). Они являются самыми крупными цветами в своем роде (Sternbergia), с лепестками до 7 см. Серо-зелёные листья шириной 8—16 мм, появляются после цветков, зимой или ранней весной.
Вид распространён в Турции, Ираке, Иране, Ливане, Сирии, Палестине, Израиле и на островах Эгейского моря. Он растёт на сухих каменистых участках, в том числе на полях.
Sternbergia clusiana нельзя выращивать в холодных местностях. Их рекомендуют выращивать в тёплых странах или в теплицах. В культуре размножается делением луковицы.

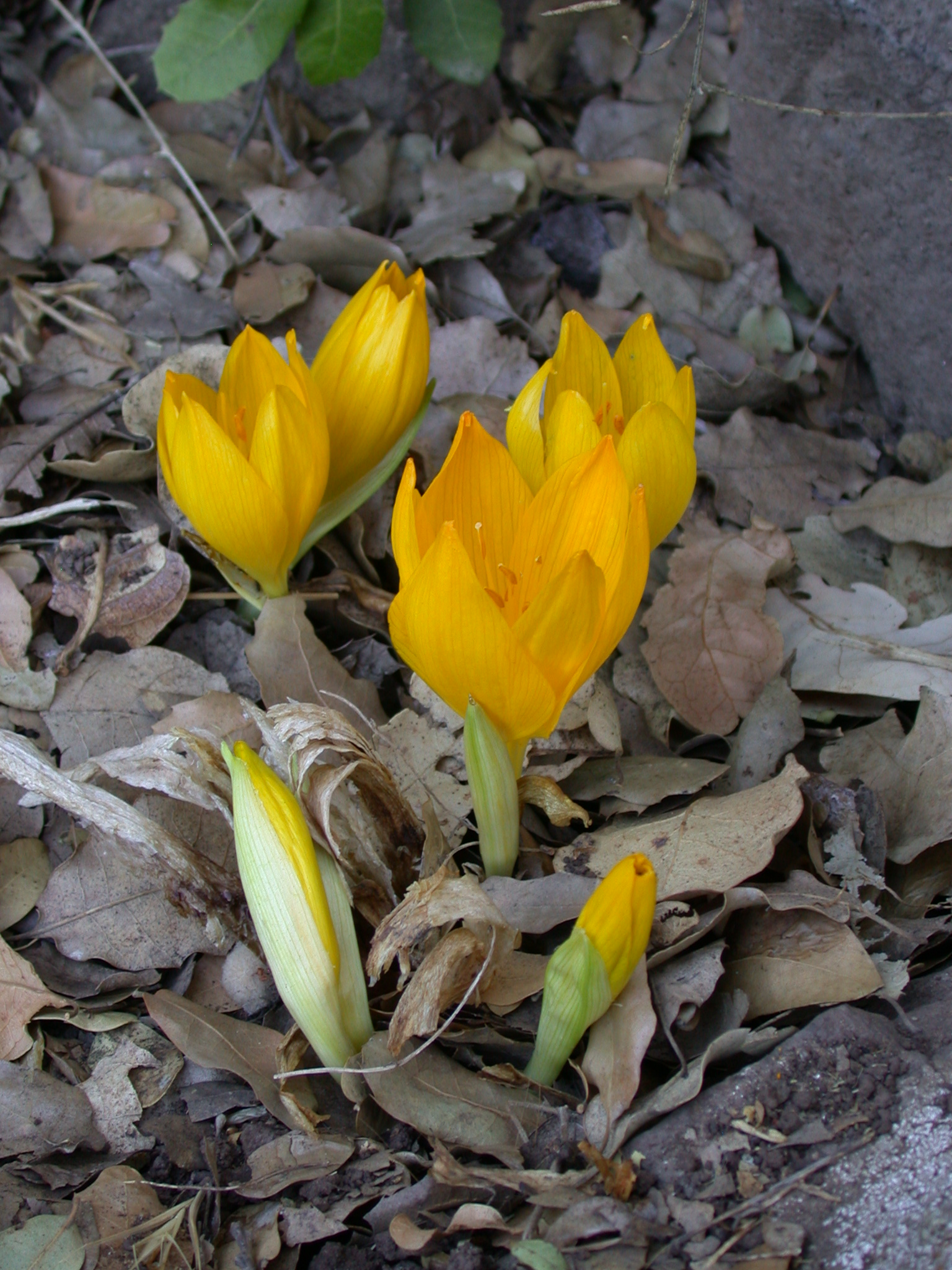
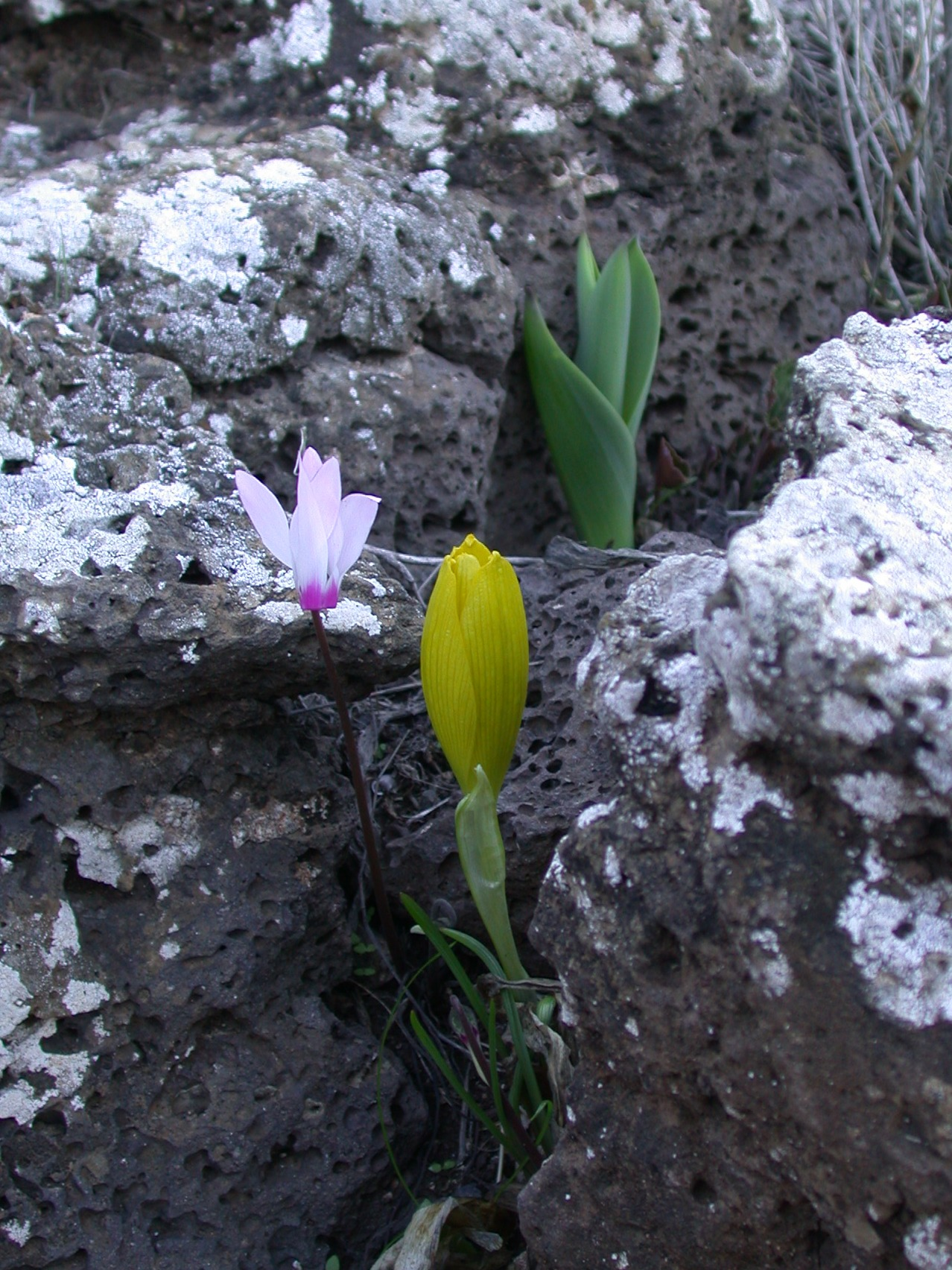
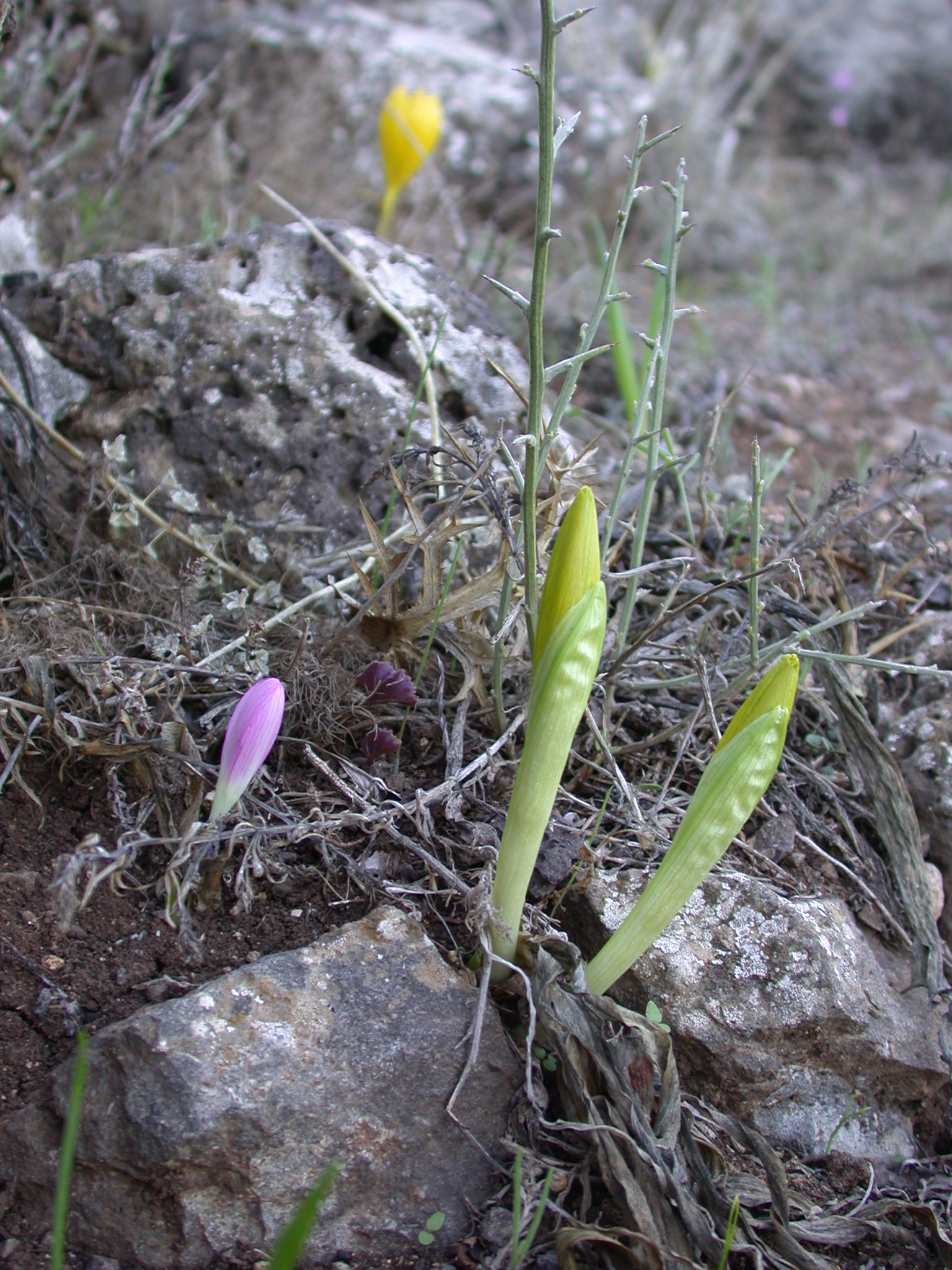
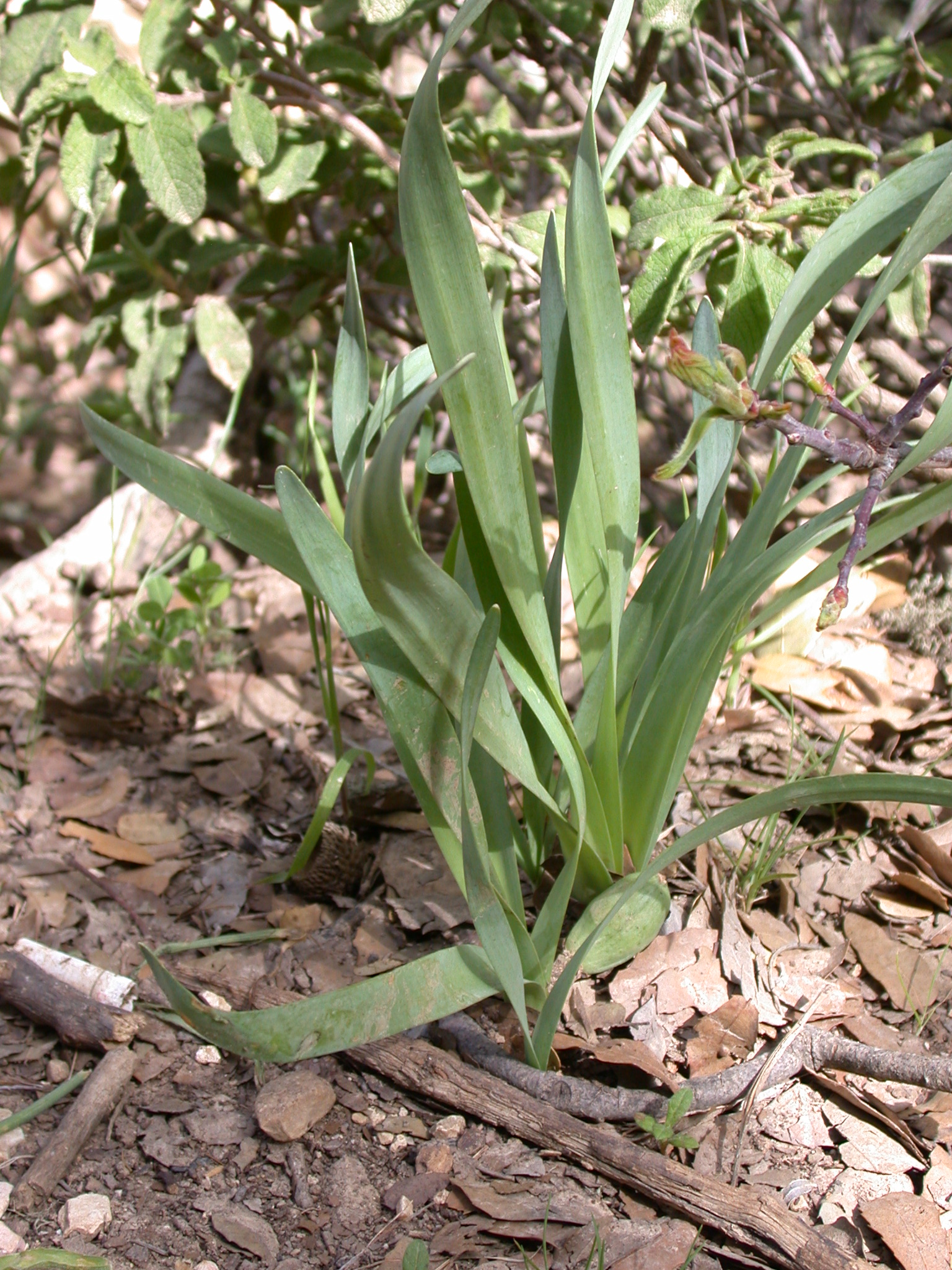
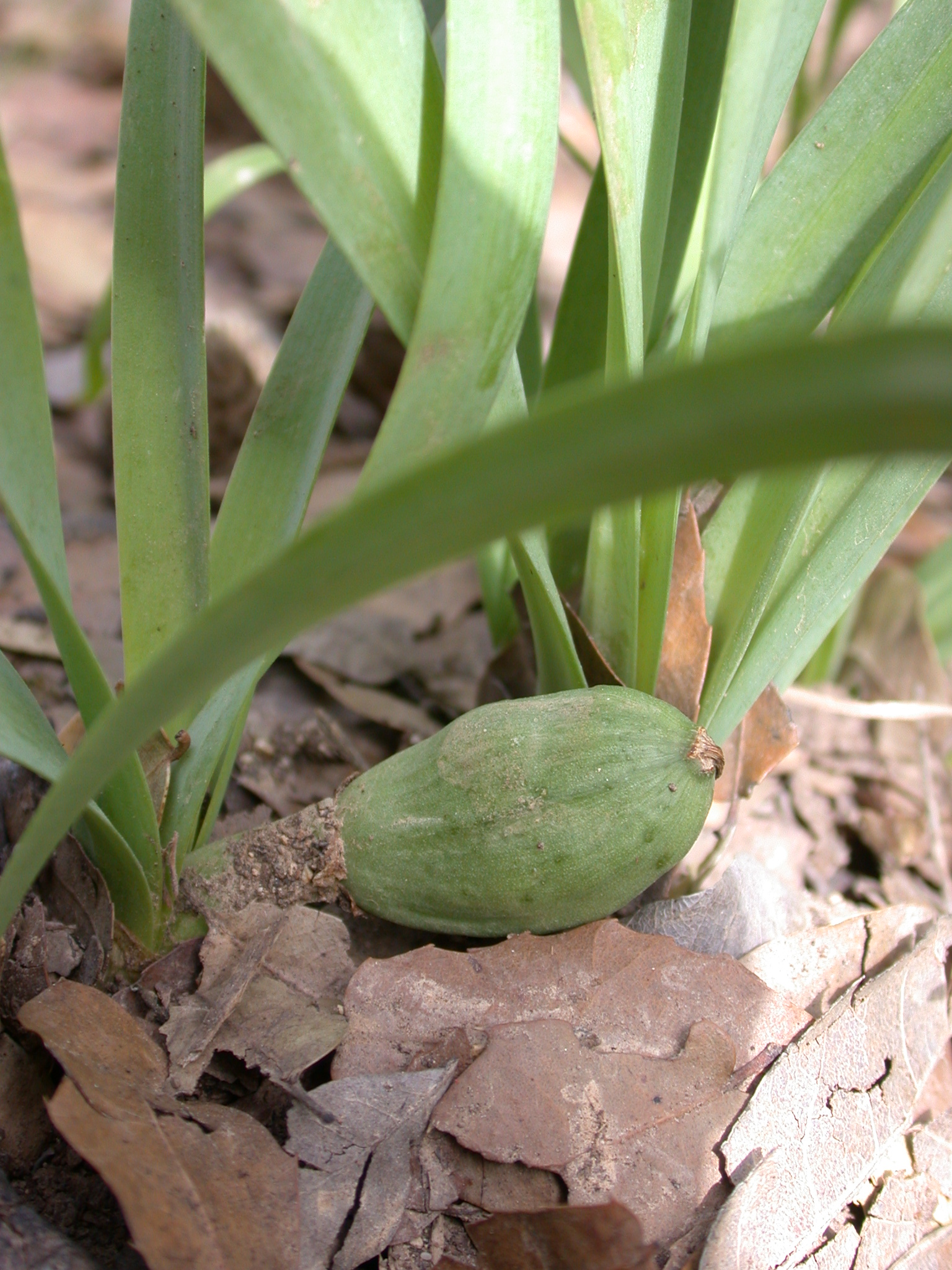
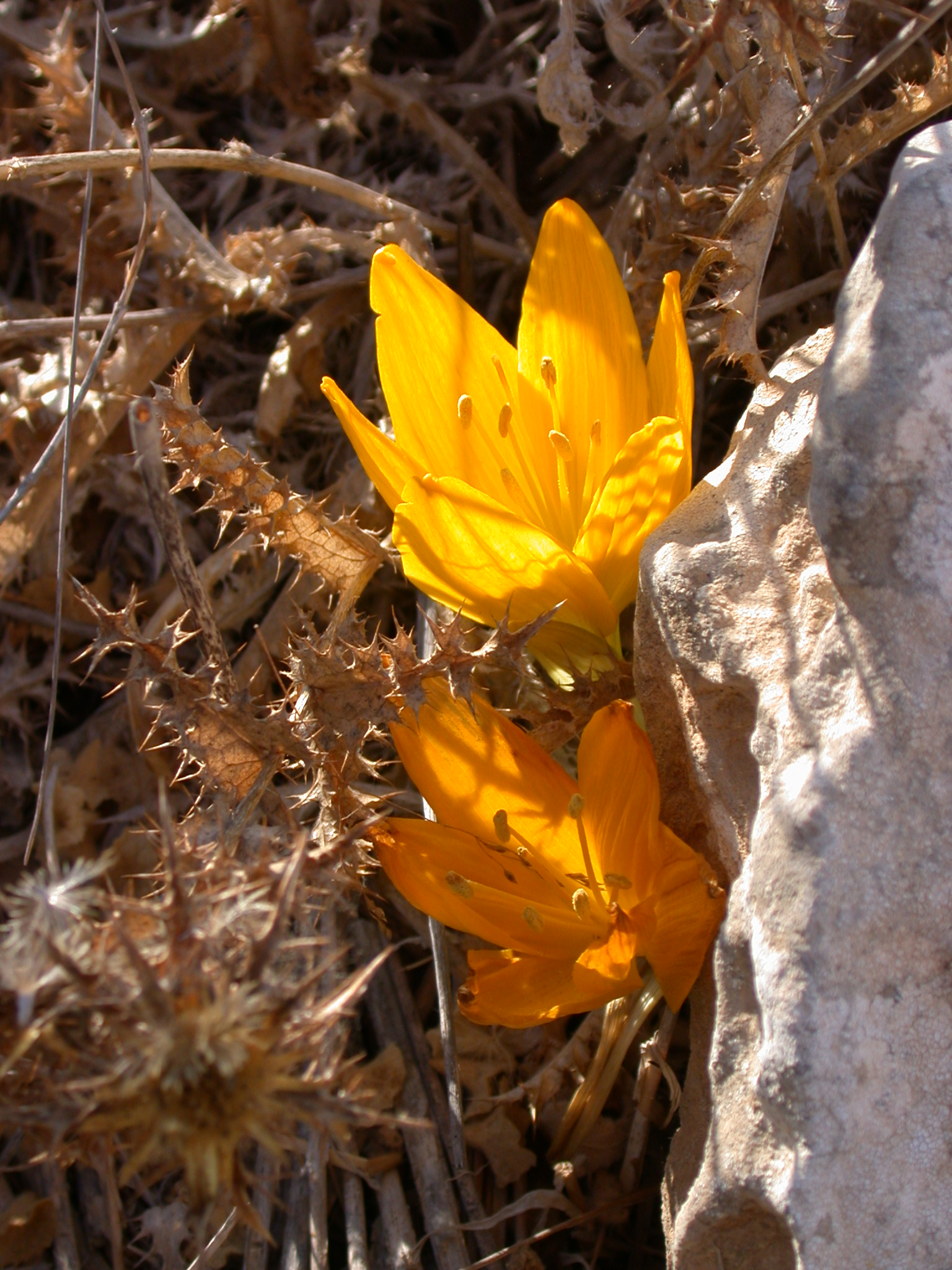